# Pampa barbare
Pour plus de détails, voir Fiche technique et Distribution.
Pampa barbare (Pampa bárbara) est un film argentin réalisé par Lucas Demare et Hugo Fregonese et sorti en 1945. Hugo Fregonese en fera un remake, tourné en Espagne, et sorti en 1966 sous le titre : Pampa salvaje.

## Synopsis
Argentine. 1830. Pionniers et militaires tentent de coloniser la "frontière". Beaucoup d'hommes désertent les rangs de l'armée. Un officier supérieur considère que la pénurie de femmes explique ce phénomène. Le capitaine Hilario Castro est chargé de recruter puis de rassembler, par tous les moyens, un convoi de femmes. Mais les soldats, redoutant qu'elles ne soient réservées qu'aux seuls déserteurs, se rebellent et fuient avec les chariots...

## Fiche technique
- Titre français : Pampa barbare[1]
- Titre original espagnol : Pampa bárbara
- Réalisation : Lucas Demare et Hugo Fregonese
- Scénario : Ulyses Petit de Murat, Homero Manzi
- Photographie : José Maria Beltrán (intérieurs)/Bob Roberts, Humberto Peruzzi (extérieurs)
- Musique : Lucio Demare, Juan Ehlert
- Décors : Germán Gelpi
- Production : A.A.A. (Artitas Argentinos Asociados)
- Pays d'origine :  Argentine
- Format : Noir et blanc, 1,33 : 1
- Durée : 98 minutes
- Genre : Film dramatique/Western

## Distribution
- Francisco Petrone : Hilario Castro
- Luisa Vehil : Camila Montes
- Domingo Sapelli : Juan Padron
- Maria Esther Gamas : Antonia
- Tito Alonso : Chango
- Judith Sulian : Micaela
- Juan Bono : le commandant Chavez
- Margarita Corona : la Tordilla